# Jim Beckett
James Beckett, detto Jim (Dublino, 20 ottobre 1884 – Dublino, 19 marzo 1971), è stato un pallanuotista irlandese.
Ha fatto parte dell'Irlanda, che ha partecipato, nel torneo di pallanuoto, ai Giochi di Parigi 1924.
Era lo zio di Samuel Beckett.